# 怪 〜ayakashi〜
『怪 〜ayakashi〜』（あやかし）は、日本のホラーアニメ作品。フジテレビの深夜アニメ枠「ノイタミナ」の第3作目で、2006年1月から3月までフジテレビほかにて放送された。全11話で、3つのエピソードからなるオムニバス形式の作品。そのうちのひとつである「化猫」は、放送当時としては異例の高視聴率を記録した。また、後にこの「化猫」の登場人物である男（薬売り）を主人公にした派生作品『モノノ怪』（モノノけ）が制作され、2007年7月から9月まで、本作品と同様フジテレビ「ノイタミナ」枠ほかにて放送された。
2024年6月には、『モノノ怪』の劇場アニメ『劇場版モノノ怪 唐傘』（2024年7月26日公開）の公開に先立ち、テレビ東京系列各局にて『モノノ怪』の派生元である本作品内のエピソード「化猫」全3話の再放送が行われた。

## 概要
本作は、それまで少女漫画原作のアニメ（『ハチミツとクローバー』・『Paradise Kiss』）を放送していた「ノイタミナ」枠の路線とは打って変わり、日本古来の怪談の中から著名な三話「四谷怪談」、「天守物語」、「化猫」を元に、俊英クリエーター達が原作を独自に解釈、あるいは新規にストーリーを書き起こして現代的な視点・様式を加味し、原作既読者も新鮮な感覚で視聴できる前衛風味の強い異色作となった。
オムニバス形式として制作された本作品は、三話それぞれにストーリー上の繋がりは無く、制作スタッフも別々である。「天守物語」のシリーズディレクターにはフジテレビ所属のドラマ監督である永山耕三が起用された。
関東地区での視聴率は、「四谷怪談」「天守物語」では2パーセント程度だったのに対し、第9話「化猫 序の幕」（2006年3月10日放送）では4.5パーセントまで上昇。第10話「化猫 二の幕」（同年3月17日放送）では5.0パーセントを記録した（瞬間最高視聴率は6.0パーセント）。この数字は当時の「ノイタミナ」枠における最高視聴率であり、過去3年間に放送された深夜アニメにおいても全放送局の中でもっとも高い数字となった。

## 詳細と登場人物

### 四谷怪談
『東海道四谷怪談』に沿った内容で、物語の最初と「大詰め」の最後に、原作者・鶴屋南北による四谷怪談の歴史を交えた構成になっている。

#### 登場人物（四谷怪談）
民谷伊右衛門（たみや いえもん）
声 - 平田広明
元赤穂家家来。赤穂家取り潰しによって浪人となった。武士らしい実直な性格だが、目的のためには手段を選ばない強欲な一面を隠し持っている。
お岩と互いに思い合う仲であったが、お岩の父・左門に疑いをかけられ、離縁させられてしまう。その左門を辻斬りの仕業に見せかけて殺害し、復縁を果たすものの、お岩が子を産むと飽きて冷たく当たるようになる。梅との縁談を持ちかけられたことで、お岩が邪魔になり、彼女を殺害してしまう。
民谷岩（たみや いわ）
声 - 小山茉美
伊右衛門の子を産み、貧しい生活にも愚痴ひとつこぼさずに耐えていた。しかし、お梅との縁談が持ち上がると邪魔者扱いされ、毒を飲まされてしまう。恨みを叫びながら憤死して亡霊となり、伊右衛門と周囲の人間たちに次々と恐ろしい祟りをなしていく。
鶴屋南北（つるや なんぼく）
声 - 阪脩
江戸時代の文筆家で、四谷怪談の原作者。この四谷怪談を語る人物。
四谷袖（よつや そで）
声 - 永島由子
お岩の義妹。元の生家は幼少時に没落しており、左門に養女として引き取られた過去を持つ。
死んだとされる与茂七の仇を打つため、直助と仮初めの夫婦となる。しかし、実は与茂七は生きていた。
四谷左門（よつや さもん）
声 - 平野正人
お岩とお袖の父。元赤穂家の家臣。
伊右衛門の不正を発見したため、お岩と離縁させる。主家の没落で不逞浪人に身を落とした後でも、伊右衛門からの復縁願いを頑なに拒否していた。その結果、彼の手により辻斬りの仕業に見せかけて謀殺されてしまう。
伊藤梅（いとう うめ）
声 - 広橋涼
武家の娘。
伊右衛門を見そめ、彼が妻子ある身であると知りながら縁談を持ちかける。わがままで酷薄な美少女。
伊藤喜兵衛（いとう きへえ）
声 - 楠見尚己
伊藤家当主で、お梅の祖父。
かわいい孫娘の縁談を成就すべく毒薬を用意させるなど、お岩を排除するための残酷な姦計に手を貸す。
お槙（おまき）
声 - 斉藤貴美子
伊藤家の使用人。
喜兵衛の遣いとして、お岩の出産祝いを持参し伊右衛門宅に来訪、毒薬を気付け薬と偽って伊右衛門に手渡した。
直助権兵衛（なおすけ ごんべえ）
声 - 園部啓一
かつて四谷家で下働きをしていた男。
その当時からお袖に横恋慕しており、四谷家の没落にかこつけて執拗に言い寄っていた。与茂七の仇を打つ口実でかりそめの夫婦となる。伊右衛門の企みにも手を貸すが、後にお袖との驚くべき真の関係が明らかとなる。
佐藤与茂七（さとう よもしち）
声 - 高木渉
お袖の許婚の浪人。
直助権兵衛を怒りにまかせて蹴り飛ばしたせいで恨みを買い、左門と共に殺され、死んだと思われていた。
宅悦（たくえつ）
声 - 稲葉実
表向きは按摩をしている小太りの坊主。しかし、実は地獄宿（女郎屋）の主でもあった。
伊右衛門の子分となって陰謀に手を貸すが、恐ろしくなり、お岩に真相を打ち明ける。
小仏小平（こぼと こへい）
声 - 松野太紀
宅悦が紹介し、伊右衛門の家に奉公していた。
元主人の大病を治そうと、ソウキセイという薬を盗んでしまったため、見せしめとして惨殺されてしまった。
秋山長兵衛（あきやま ちょうべえ）
声 - 諸角憲一
伊右衛門の浪人仲間。お岩たちの亡骸を棄てる手助けをする。
お熊（おくま）
声 - 鈴木れい子
伊右衛門の母。
赤穂家が断絶となってからは、敵方の吉良家に奉公し仏孫兵衛の後妻となり、小平の子を虐待していた。
敵方に取り入っていることに関しては、元夫からも息子からも内心不快に思われている。
源四郎（げんしろう）
声 - 佐藤正治
伊右衛門の父。元赤穂家の家臣。
主家の仇討ちを志すも、災禍無きようにと離縁した妻はよりにもよって敵方の吉良家へ奉公に赴き、結婚したはずの息子も不正の疑いから離縁させられているなど、身内の引き起こした醜態に頭を悩ませている。

### 天守物語
天守物語を原作にしているものの、ストーリーや設定の変更点が多く、ほぼオリジナルストーリーになっている。「白鷺城」とは原作の舞台である姫路城の別名から。

#### 登場人物（天守物語）
姫川図書之助（ひめかわ ずしょのすけ）
声 - 緑川光
武田播磨守に仕える鷹匠。剣術の腕前にも優れた好青年。
逃げた鷹の小次郎の行方を追い森に迷い込み、白鷺城のそばの泉に辿りついた。そこで白鷺城に住む富姫と運命的な出逢いを果たし、次第に心惹かれていく。
富姫（とみひめ）
声 - 桑島法子
忘れ神の長である美しい姫君。一族最強の力を持ち、同時に他の忘れ神に影響を与える上位存在。白鷺城の天守閣で暮らしている。
かつて、彼女の母親も人間に恋をし、神の力を失って非業の死を遂げていた。その母親と同じように、図書之助との恋によって喜びと苦しみを同時に知っていく。
舌長姥（したながうば)
声 - 真山亜子
白鷺城に棲む忘れ神の一人。非常に小柄な老婆の姿をしているが、本来の姿は他の忘れ神と同じく長身。
富姫の育ての親であり、富姫の母親のお目付役でもあった。富姫が図書之助と交わることがきっかけとなり、忘れ神の一族が神々としての力を失っていくことを恐れている。
萩（はぎ）、桔梗（ききょう）、葛（くず）、撫子（なでしこ）、薄（すすき）、女郎花（おみなえし）、蜻蛉（はばきり）、鬼灯（ほおずき）
声 - （左から担当声優）坂元奈月、鎌田梢、吉倉万里、樹元オリエ、神田朱未、鹿野優以、坂元奈月、吉倉万里
白鷺城に棲む忘れ神たち。
全員が青白い肌に美しい女の姿をし、雅な着物に身を包んでいる。一様に不老不死かつ常人を遥かに凌駕する身体能力を有し、さらに不可思議な妖術を駆使するため、その戦闘力は非常に高い。白鷺城への侵入者は主に彼女らが対処している。
奇々丸（ききまる）
声 - 小野坂昌也
陽気な性格の妖怪。
白鷺城に隠されているという財宝を狙って、図書之助と手を組もうと近付いてくる。情報収集のため、変装して人里を訪れる。
怪々丸（かいかいまる）
声 - 山口勝平
奇々丸の相棒で同じく陽気な性格の妖怪。両生類のような姿をしており、巨大な木槌を振り回しながら暴れる力自慢。
富姫と出会った図書之助に襲いかかったのは、彼を忘れ神の魔の手から救うためであった。
お静（おしず）
声 - 千葉紗子
人間の女性。生真面目な性格で、図書之助とは恋仲にあった。
祝宴をあげて夫婦になるが、図書之助の心が自分には向けられていないことを知ると、女の意地を賭けて、ある行動に出る。
武田播磨守（たけだ はりまのかみ）
声 - 塩屋浩三
物語の舞台となる地を治める領主。
上様へ献上するための上質な鷹狩り用の鷹の雛（後の小次郎）を図書之助に預け、調教を依頼した。
温厚そうな風を装っているが、その本性は好色家かつ残忍な人物であり、家臣や使用人にも恐れられている。

### 化猫
上記二作品は原作があるが、化猫のストーリーは完全オリジナルである。演出手法も大きく異なっており、3DCGの多用、浮世絵風の色使い、全編に渡って和紙風のテクスチャが使用されている。

#### あらすじ（化猫）
名のある武家だが現在は借金で没落寸前の坂井家では当主の娘が他家へ嫁ぐ日を迎えていた。その慌ただしい日に薬売りを名乗る謎の若い男が現れる。間もなくして駕籠に乗ろうとした花嫁が怪死する事件が起き、家中は半狂乱となる。邸内にいた部外者である薬売りが疑われるものの、彼はこれはモノノ怪の仕業であるという。薬売りと坂井家の主要人物らが大部屋に集まる中、屋敷の外へ医者を呼びに行ったはずの中間の惨殺死体が天井より現れ、さらに邸内にいる家人は大部屋にいる者を除いて全員が、猫らしき謎の怪異に殺されてしまう。ここに至って半信半疑ながらも薬売りを信じるようになった坂井家の者たちは彼の話を聞き始めるが、彼曰く、モノノ怪を倒すにはその「形（かたち）」と「真（まこと）」と「理（ことわり）」を明らかにする必要があるとし、原因の心当たりについて尋ね始める。

#### 登場人物（化猫）
男 （おとこ）
声 - 櫻井孝宏
坂井家を訪れた謎の薬売り。物の怪を斬る退魔の剣を持ち、怪しげな術を操り、怪しげな品物を扱う外見は若い男。
坂井伊顕（さかい よしあき）
声 - 佐々木誠二
坂井家当主。先代・伊行の次男。
気の弱い中年男で妻の妻の水江に頭が上がらない。金の遣り繰りが上手くなかったために家を傾ける。
坂井水江（さかい みずえ）
声 - 沢海陽子
伊顕の妻。
気の強い中年女性。娘の真央の死を目の当たりにして、臥せってしまう。
坂井真央（さかい まお）
声 - 鎌田梢
伊顕の娘。
家の財政を立て直すため、支援先に嫁ぐことになるが、玄関先で怪死する。
坂井伊國（さかい よしくに）
声 - 龍田直樹
伊顕の兄（伊行の長男）。
酒浸りで享楽的な中年男性。言動や素行が悪く、長男にも関わらず家を継ぐことができなかった。
坂井伊行（さかい よしゆき）
声 - 大塚周夫（若い頃：佐々木誠二）
坂井家先代当主。伊國と伊顕の父。
うつけた老爺。怪異が現れた異常事態にあっても呆けた態度を貫く。現在は隠居の身だが、現役時代は粗暴な性格であった。
勝山（かつやま）
声 - 島香裕
坂井家用人。伊顕派。
実直だが、笹岡とは仲が悪く何かと言い合いをする。
笹岡（ささおか）
声 - 竹本英史
坂井家用人。伊國派。
勝山とは仲が悪く何かと言い合いをする。冷静だが、情が薄い。
小田島（おだじま）
声 - 稲田徹
坂井家の若党（武家奉公人）。
正義感がある直情的な若侍。薬売りを怪しみ、事あるごとに突っかかるが、軽くあしらわれる。
さと
声 - 日野由利加
坂井家の奥女中。
先代より坂井家に仕える古株の中年女性。加世に厳しい。怪異の正体が猫だと知って異様に恐れ、「珠生」の名を口に出す。
加世（かよ）
声 - ゆかな
坂井家の女中。
年相応に奔放な性格の若い娘。坂井家の人物では薬売りに唯一好意的で協力を申し出る。
弥平（やへい）
声 - 鈴木清信
坂井家の中間。
家中の使用人の中でも古株の小柄な老人。仕事は適当なため、加世に嫌われている。薬売りの注意を無視して医者を呼びに屋敷を出ていったはずだが、惨殺死体となって現れる。
珠生（たまき）
声 - 鎌田梢
怪異が猫だと知って、古株の家人らが漏らした女性の名前。その正体はかつて伊行に攫われた花嫁の領民で、以降、坂井家に監禁されていた。
猫（ねこ）
声 - 藤本たかひろ（回想場面の子猫のみ：ゆかな）
坂井家を襲った怪異。

## スタッフ
「四谷怪談」
- 原作 - 鶴屋南北
- シリーズディレクター - 今沢哲男
- 脚本 - 小中千昭
- キャラクター原案 - 天野喜孝
- キャラクターデザイン・総作画監督 - 伊藤秀樹
- 美術監督 - 加藤浩
- 色彩設計 - 塚田劭

「天守物語」
- 原作 - 泉鏡花
- シリーズディレクター - 永山耕三
- 脚本 - 坂元裕二
- キャラクターデザイン・コンセプトデザイン・総作画監督 - 名倉靖博
- アニメーションディレクター - 門田英彦
- 美術監督 - 行信三
- 色彩設計 - 森田博

「化猫」
- シリーズディレクター - 中村健治
- 脚本 - 横手美智子
- キャラクターデザイン・コンセプトデザイン・総作画監督 - 橋本敬史
- 美術デザイン - 倉橋隆
- 美術 - 保坂有美、倉橋隆
- 色彩設計 - 森田博
- CGディレクター - 森田信廣
- CGアニメーションディレクター - 宮原直樹
- CGプロデューサー - 氷見武士
- CGプロダクションマネージャー - 横尾裕次

共通スタッフ
- 企画 - 金田耕司
- 企画協力 - LATERNA
- 音響監督 - 長崎行男
- 音楽 - 高梨康治
- 音楽協力 - ソニー・ミュージックエンタテインメント、フジパシフィック音楽出版、東映アニメーション音楽出版
- 編集 - 片瀬健太
- プロデューサー - 高瀬敦也、梅澤淳稔、柴田宏明、伊藤幸弘、山本幸治
- アニメーション制作 - 東映アニメーション
- 制作 - 怪 〜ayakashi〜製作委員会（フジテレビ、東映アニメーション、アスミック・エースエンタテインメント、ソニー・ミュージックエンタテインメント、スカパー・ウェルシンク、電通）

## 主題歌
「HEAT ISLAND」
RHYMESTERによるオープニングテーマ。作詞はSasaki ShiroとSakama Daisuke、作曲・編曲はMr.Drunk。
「春のかたみ」
元ちとせによるエンディングテーマ。作詞・作曲は松任谷由実、編曲は松任谷正隆。

## 各話リスト
| 話数   | サブタイトル    | 脚本       | 絵コンテ | 演出     | 作画監督                   | 総作画監督 | 初放送日       |
| ------ | --------------- | ---------- | -------- | -------- | -------------------------- | ---------- | -------------- |
| 第1話  | 四谷怪談 序の幕 | 小中千昭   | 今沢哲男 | 今沢哲男 | アベ正己                   | 伊藤秀樹   | 2006年 1月13日 |
| 第2話  | 四谷怪談 二の幕 | 小中千昭   | 岡崎幸男 | 岡崎幸男 | 八木元喜                   | 伊藤秀樹   | 1月20日        |
| 第3話  | 四谷怪談 三の幕 | 小中千昭   | 藤本義孝 | 今沢哲男 | 宇田川一彦                 | 伊藤秀樹   | 1月27日        |
| 第4話  | 四谷怪談 大詰め | 小中千昭   | 芝田浩樹 | 芝田浩樹 | 伊藤秀樹                   | 伊藤秀樹   | 2月3日         |
| 第5話  | 天守物語 序の幕 | 坂元裕二   | 門田英彦 | 門田英彦 | 佐伯哲也                   | 名倉靖博   | 2月10日        |
| 第6話  | 天守物語 二の幕 | 坂元裕二   | 芝田浩樹 | 芝田浩樹 | 大西陽一                   | 名倉靖博   | 2月17日        |
| 第7話  | 天守物語 三の幕 | 坂元裕二   | 粟井重紀 | 粟井重紀 | 高乗陽子 丸英男            | 名倉靖博   | 2月24日        |
| 第8話  | 天守物語 大詰め | 坂元裕二   | 門田英彦 | 門田英彦 | 佐伯哲也 武口憲司 名倉靖博 | 名倉靖博   | 3月3日         |
| 第9話  | 化猫 序の幕     | 横手美智子 | 中村健治 | 中村健治 | 橋本敬史                   | 橋本敬史   | 3月10日        |
| 第10話 | 化猫 二の幕     | 横手美智子 | 岡尾貴洋 | 岡尾貴洋 | 青井清年                   | 橋本敬史   | 3月17日        |
| 第11話 | 化猫 大詰め     | 横手美智子 | 中村健治 | 中村健治 | 橋本敬史                   | 橋本敬史   | 3月24日        |

## 放送局
| 放送期間                | 放送時間                     | 放送局     | 対象地域   | 備考                                   |
| ----------------------- | ---------------------------- | ---------- | ---------- | -------------------------------------- |
| 2006年1月13日 - 3月24日 | 金曜 0:35 - 1:05（木曜深夜） | フジテレビ | 関東広域圏 | 製作参加 / 字幕放送 / 『ノイタミナ』枠 |
|                         | 金曜 2:05 - 2:35（木曜深夜） | 東海テレビ | 中京広域圏 |                                        |
| 2006年1月17日 - 3月28日 | 火曜 1:30 - 2:00（月曜深夜） | 関西テレビ | 近畿広域圏 |                                        |